# Medicina veterinária

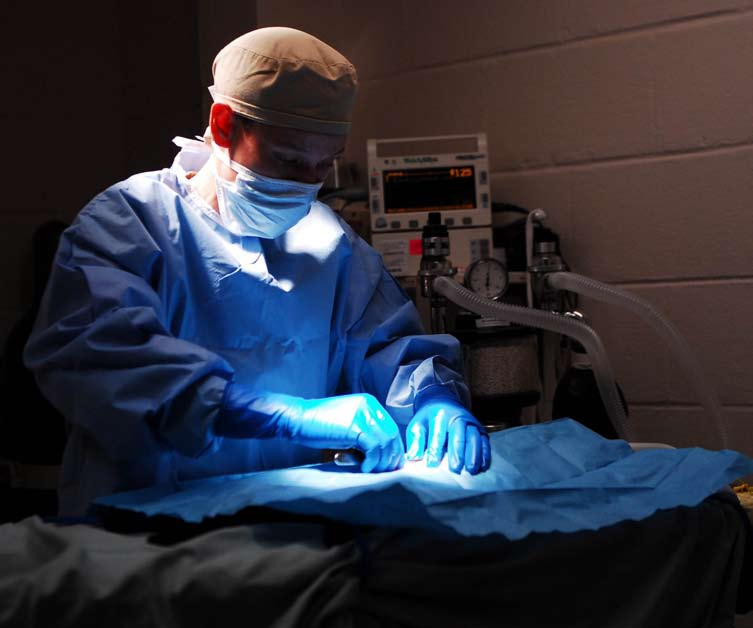
Médico veterinário cirurgião realizando cirurgia em um felino doméstico

A medicina veterinária (do latim mederi, "saber o melhor caminho, curar, tratar"; e veterinarius, " sendo “Médico Veterinário” de origem no latim. Na antiga Roma, os animais usados no exército que ficavam muito velhos eram recolhidos para um local onde pudessem aproveitar e descansar. As pessoas que cuidavam destes animais eram chamadas de Veterinarii, que era um derivado da palavra vetus, “velho, idoso”. Por conta disso a profissão de cuidar de animais passou a ser chamada deste jeito.) é uma das muitas áreas do conhecimento ligada à manutenção e restauração da saúde. Ela trabalha, num sentido amplo, com a prevenção e cura das doenças das demais espécies (domésticas e silvestres) e dos humanos num contexto médico. Sendo a área de atuação do profissional de saúde animal/pública formado em uma Faculdade de Medicina Veterinária.
A medicina veterinária é a ciência médica que se dedica à prevenção, controle, erradicação e tratamento das doenças, traumatismos ou qualquer outro agravo à saúde dos animais, além do controle da sanidade dos produtos e subprodutos de origem animal para o consumo humano. Busca também assegurar a qualidade, quantidade e a segurança dos estoques de alimentos de origem animal através do controle da saúde dos animais e dos processos que visam obter seus produtos. Ocupa-se da saúde animal, prevenindo, diagnosticando e curando as doenças, o que requer conhecimento detalhado de disciplinas acadêmicas (como anatomia e fisiologia) por detrás das doenças e do tratamento - a ciência da medicina - e também competência na sua prática aplicada - a arte da medicina.
Tanto o papel do médico e o significado da palavra variam significativamente ao redor do mundo, mas como compreensão geral, a ética médica requer que médicos demonstrem consideração, compaixão e benevolência perante os seus pacientes animais.
O veterinário, também chamado popularmente de doutor, é um médico especialista em medicina veterinária e em cirurgia dos animais autorizado pelo Estado para praticar a Medicina Veterinária, o veterinário exerce uma profissão protegida por um diploma, o diploma Estadual de doutor veterinário.
O veterinário é um médico multidisciplinar omnipotente, capaz de fornecer medicina clássica, cirurgias e emergências.
Ele é, ao mesmo tempo, anestesista, médico, cirurgião, radiologista, dentista, oncologista, ginecologista, cardiologista, etc.
O veterinário é capaz de tratar todos os animais, com pelos, escamas ou penas. Ele é então, por sua vez, o médico de uma vaca, uma galinha, um cachorro ou um elefante. Veterinário de uma cidade, campo ou zoológico, ele pode ter vários limites.

## Conceito
A medicina veterinária é a "arte da cura de animais". No entanto este ramo da medicina encontra-se em constante dinamismo, tanto em termos de investigação e avanço científico como em termos de controle e erradicação de doenças.
O conceito de medicina tradicional refere-se a práticas, abordagens e conhecimentos, - incorporando conceitos materiais e espirituais -, técnicas manuais e exercícios, aplicados individualmente ou combinados, a indivíduos ou a coletividades, de maneira a tratar, diagnosticar e prevenir doenças, ou visando a manter o bem-estar.
A atual prática da medicina utiliza em seu favor conhecimentos obtidos por diversas ciências, por exemplo, biologia, química, física, microbiologia, epidemiologia, anatomia, fisiologia etc. Trata-se, na verdade, de várias ligações das ciências relacionadas à saúde. Em um conceito restrito, a Medicina Veterinária busca a saúde animal pública e humana por meio de estudos, diagnósticos e tratamentos, e no conceito mais amplo, aliviar o sofrimento e manter o bem-estar global. De modo geral, a Medicina Veterinária engloba os campos de Clínica Médico-Veterinária, Cirurgia, Ginecologia e obstetrícia e Saúde pública.

## Símbolo heráldico da Ordem dos Médicos Veterinários
Brasão de Armas

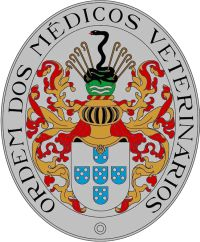
Símbolo heráldico da Ordem dos Médicos Veterinários

A Ordem adotou para símbolo um brasão de Armas, com os elementos construtivos que se discriminam:
Brasão ovalado, circundado por listel ovalado, de prata, com a seguinte inscrição em letras gregas maiúsculas, de tipo Ellzevir: ORDEM DOS MÉDICOS VETERINÁRIOS.
- Dentro do listel, em campo de prata, as Armas da Ordem:
- Escudo de prata, com cinco escudetes de azul postos em cruz, cada um deles carregado por cinco lesantes de prata, postos em aspa;
- Elmo de ouro, de frente, assente sobre o escudo;
- Virol de ouro e vermelho, sobre o elmo;
- Timbre, assente sobre o virol, constituído por uma esfera de verde, ondada de duas faixas de prata, tendo cravadas oito bordões de castanho, entrelaçados nas bases por serpente, de negro, linguada de vermelho, que se ergue no campo de prata;
- Paquifes de ouro e vermelho.[8]

Selo
- Listel circular, com a legenda da Ordem e dentro as suas armas, com a indicação dos esmaltes.

Bandeira
- Quadrada de branco, tendo ao centro o brasão de Armas da Ordem.
- Haste dourada, com cordões de vermelho e borlas de ouro.

### Leitura simbólica
Identificação Nacional: O Escudo de cinco quinas
Nobreza da Profissão: O elmo com virol e paquife
Caracterização Profissional: Inserção de atuação
- Campo (verde - terra)
- Ondas (prata - despoluição)

Âmbito Zootécnico: Bordões
Âmbito Médico:Serpente

## História

O bordão de Esculápio ou caduceu de Asclépio é o símbolo da medicina.

A medicina veterinária é tão antiga quanto a ligação que os seres humanos realizaram com os animais. A ars veterinaria estava registrada no Papiro de Kahoun, de cerca de 4000 a.C.. Os códigos Eshn Unna (1900 a.C.) e de Hamurabi (c. 1700 a.C.), na Babilônia, trazem referências ao pagamento e atribuições dos médicos dos animais.
A fundação das primeiras escolas de medicina veterinária no Ocidente, é considerado o marco da profissão, os profissionais que se dedicam a ela receberam vários nomes ao longo da história, por exemplo, na Grécia Antiga, a profissão, então chamada de hipiátrica, data do século VI a.C.; já em Roma alguns tratados foram dedicados às doenças animais, como os de Catão, o Velho e de Columela.

### Apsirtos
Apsirtos, considerado o "Pai da Medicina Veterinária" no Ocidente, nasceu em Clazômenas, em 300, foi autor de 121 dos 420 artigos do tratado publicado no século VI, no Império Bizantino, chamado Hippiatrika. Formado em Medicina, em Alexandria, foi o Médico Veterinário chefe no exército de Constantino.

### Sistematização do estudo
Foi durante o reinado de Afonso V de Aragão, na Espanha, que o estudo básico teve início; no governo de Fernando e Isabel, foi disciplinado o cargo de albeitar - palavra derivada do nome de um grande médico de animais, de origem árabe (cujo nome era Eb-Ebb-Beithar), e que foi traduzido para o português como alveitar.
Podemos dizer que o início do ensino formal da Medicina Veterinária se deu no período após a Guerra dos 30 anos onde houve um aperfeiçoamento da Medicina, inclusive da Veterinária, resultando na necessidade de ensinar os serviçais a tratarem dos animais feridos ou enfermos.
As duas primeiras escolas de medicina veterinária, Lyon,  em 4 de agosto de 1761, e a de Alfort (Paris), em 1765, foram criadas pelo francês Claude Bourgelat, advogado e amante de cavalos, que não se conformava com a ineficiência no tratamento empírico ( uso inicial de antimicrobianos baseado nos agentes mais prováveis da infecção) em seus cavalos de raça, e usou sua influência para convencer o Rei Luiz XV a criar a Escola Veterinária de Lyon, que passou a funcionar em 1762., tendo seus alunos recrutados em meio a ferradores, especialistas em cuidar de cascos de equinos, sendo então a ferradura uma das matéria estudadas. Se seguiram o surgimento, na Europa de vários outros cursos, tais como as escolas de Viena, em 1768, Turim (1769) e Gôttingen (1771).
Os primeiros veterinários oficialmente reconhecidos formaram-se nas grandes escolas veterinárias fundadas entre 1762 e 1821, como o Royal Veterinary College, em 1791 em Londres, e a escola de Lyon tornou-se símbolo de modernidade.

### No Brasil

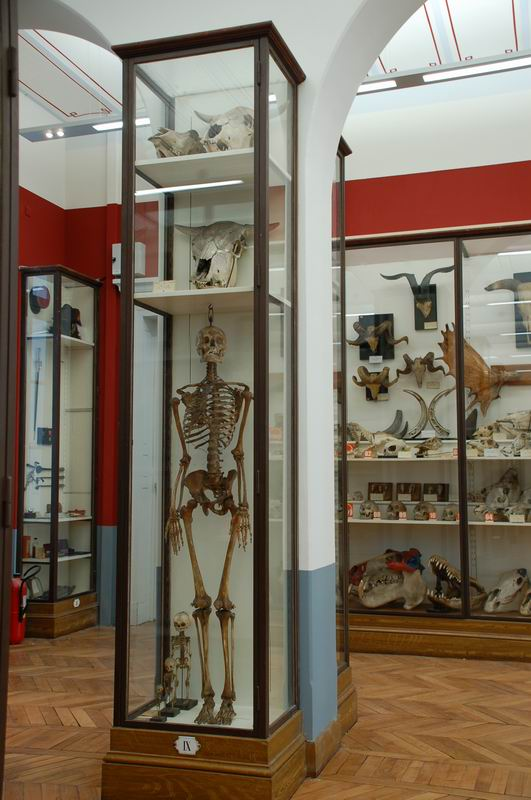
Primeira Sala do Museu da Escola Nacional de Medicina Veterinária de Alfort (França)

Com a chegada da família real ao Brasil, em 1808, a cultura científica e literária brasileira recebeu novo alento, pois até então não havia bibliotecas, imprensa e ensino superior no Brasil Colônia. São fundadas, inicialmente, as Faculdades de Medicina (1815), Direito (1827) e a de Engenharia Politécnica (1874). Quanto ao ensino das Ciências Agrárias, seu interesse só foi despertado quando o Imperador D. Pedro II, ao viajar para França, em 1875, visitou a Escola de Medicina Veterinária de Alfort, impressionou-se com uma Conferência ministrada pelo Médico Veterinário e Fisiologista Dr. Collin. Ao regressar ao Brasil, tentou propiciar condições para a criação de entidade semelhante no País.
Entretanto, somente no início do século XX, já sob regime republicano, autoridades brasileiras decretaram a criação das duas primeiras instituições de ensino de Medicina Veterinária no Brasil, a Escola de Medicina Veterinária do Exército, pelo Dec. nº 2.232, de 6 de janeiro de 1910 (aberta em 17 de julho de 1914), e a Escola Superior de Agricultura e Medicina Veterinária, através do Dec. nº 8.919 de 20 de outubro de 1910 (aberta em 4 de setembro de 1913), ambas na cidade do Rio de Janeiro.
Em 1911, em Olinda, Pernambuco, a Congregação Beneditina Brasileira do Mosteiro de São Bento, através do Abade D. Pedro Roeser, sugere a criação de uma instituição destinada ao ensino das ciências agrárias, ou seja, Agronomia e Veterinária. As escolas teriam como padrão de ensino as clássicas escolas agrícolas da Alemanha, as "Landwirschaf Hochschule". No dia 1º de julho de 1914, eram inaugurados os cursos de Agronomia e Medicina Veterinária nesta instituição. Todavia, por ocasião da realização da terceira sessão da Congregação, em 15 de dezembro de 1913, ou seja antes da abertura oficial do curso de Medicina Veterinária, um Farmacêutico formado pela Faculdade de Medicina e Farmácia da Bahia solicitava matrícula no curso de Medicina Veterinária, na condição de "portador de outro diploma do curso superior".
A Congregação, acatando a solicitação do postulante, além de aceitar dispensa das matérias já cursadas indica um professor particular, para lhe transmitir os conhecimentos necessários para a obtenção do diploma antes dos (quatro) anos regimentares. Assim, no dia 13 de novembro de 1915, durante a 24ª sessão da congregação, recebia o grau de Médico Veterinário o senhor Dr. Dionysio Meilli, primeiro Médico Veterinário formado e diplomado no Brasil.
Desde o início de suas atividades até o ano de 1925, foram diplomados 24 médicos veterinários. Em 29 de janeiro, após treze anos de funcionamento, a Escola foi fechada por ordem do Abade D. Pedro Roeser.
A primeira mulher diplomada em Medicina Veterinária no Brasil foi a Dra. Nair Eugênia Lobo, na turma de 1929 pela Escola Superior de Agricultura e Veterinária, hoje Universidade Federal Rural do Rio de Janeiro - UFRRJ.
No Brasil, os primeiros trabalhos científicos abrangendo a patologia comparada (animal e humana) foram realizados pelo Capitão-Médico João Moniz Barreto de Aragão (fundador da Escola de Medicina Veterinária do Exército), em 1917, no Rio de Janeiro, e cognominado Patrono da Medicina Veterinária Militar Brasileira, cuja comemoração se dá no dia 17 de junho, data oficial de inauguração da Escola de Medicina Veterinária do Exército (17 de junho de 1914).
O primeiro uso registrado de terapia regenerativa com células-tronco para tratar lesões num animal selvagem, ocorreu em 2011, no Brasil. Naquela ocasião, o Zoológico de Brasília empregou células-tronco para tratar uma loba-guará vítima de atropelamento, que foi depois devolvida, totalmente recuperada, para a natureza.

### Modernidade
Recentemente a aplicação da medicina veterinária tem se expandido por causa da disponibilidade de técnicas avançadas de diagnóstico e de terapia para a maioria das espécies animais, bem como pelos avanços científicos em outras áreas, como a genética, a biotecnologia, a fisiologia, que proporcionam melhoramentos nos sistemas de produção animal.
Em 1946, a Organização Mundial de Saúde (OMS), reconhecendo a necessidade de se conciliar, definitivamente, os inseparáveis preceitos da saúde humana com a saúde dos animais, recomendou que se criasse a uma seção de saúde veterinária, que foi estabelecida no ano de 1949; assim define a OMS, em 1951, a Saúde Pública Veterinária:
"A Saúde Pública Veterinária compreende todos os esforços da comunidade que influenciam e são influenciados pela arte e ciência médico-veterinária, aplicados à prevenção da doença, proteção da vida e promoção do bem-estar e eficiência do ser humano" (Organização Mundial da Saúde, 1951). Em 1955, foram estabelecidas as seguintes atividades para esta área: o controle e erradicação de zoonoses; a higiene dos alimentos; os trabalhos de laboratório; os trabalhos em biologia e as atividades experimentais.

## Medicina Veterinária e a Saúde Pública

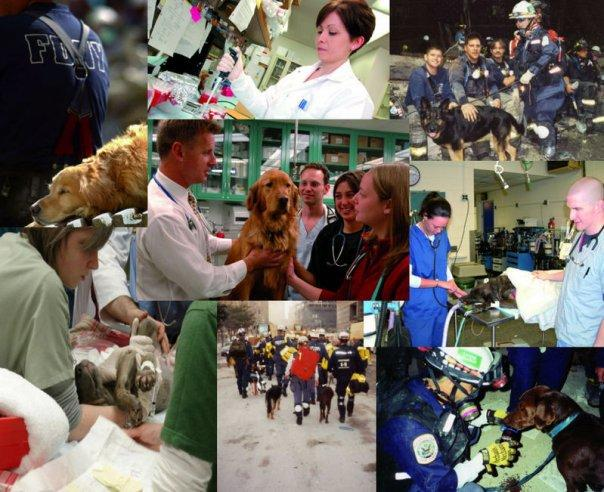
Importância da Saúde Pública na Sociedade

Com a compreensão pela ciência da origem e propagação de diversas doenças, tendo como vetores animais domésticos ou silvestres, bem como para assegurar a própria integridade física dos animais, a medicina veterinária passou a ser importante coadjuvante nas políticas de saúde pública dos países. A propagação de doenças epidêmicas, humanas ou animais, encontra na instalação de barreiras veterinárias que evitam sua propagação um meio eficaz de controle.
Aliado a isso, um dos campos da Medicina Veterinária que está em grande ascensão é o da Defesa Sanitária Animal, cujos objetivos são justamente prevenir a ocorrência de doenças exóticas, que podem ter graves impactos em saúde pública ou econômicos nos animais, e controlar ou erradicar doenças endêmicas.
Algumas destas doenças, que podem ser citadas são, entre outras, a brucelose, tuberculose, teníase, toxoplasmose, salmonelose, colibacilose, clostridioses, leptospirose, campilobacteriose, Raiva canina,listeriose, raiva, scrapie, encefalopatia espongiforme bovina ("Mal da Vaca Louca") e a influenza aviária ("gripe aviária") - todas elas potenciais zoonoses - doenças dos animais passíveis de transmissão ao ser humano -, além da febre aftosa, pestes suínas clássica e africana, anemia infecciosa equina, doença de Newcastle, doença de Aujezski, que são doenças de alto impacto econômico e poder restritivo de mercado.
Atualmente, são reconhecidas mais de cem zoonoses e inúmeras outras doenças infecto-contagiosas dos animais que trazem sérias consequências econômicas. Para combatê-las, o médico veterinário sanitarista exerce uma Vigilância Epidemiológica ativa, atuando diretamente no campo e controlando o trânsito de animais, realizando a inspeção dos produtos de origem animal - como derivados da carne, do leite, dos ovos, pescado e mel e procurando sinais de doenças que possam ser transmitidas ao homem ou que possam indicar o estado sanitário dos rebanhos.

## Medicina Veterinária e Nutrição
A medicina veterinária trabalha na formulação de dietas de animais, entre os quais o gado bovino, ovino, caprino, suíno e aves cuja importância destaca-se na produção de alimentos ao ser humano. Neste campo, o médico veterinário, que também possui formação na área de zootecnia, mergulha em setores do conhecimento como nutrição, genética e melhoramento animal, estatística e técnicas de manejo geral, contribuindo fortemente para o desenvolvimento agrícola.
O médico veterinário não é apenas necessário em controles de zoonoses, cabendo a ele também intervenção nos processos produtivos e de melhoramento animal.
O melhoramento animal tem por finalidade aperfeiçoar a produção dos animais que apresentam interesse para o Homem. Sabe-se que o fenótipo de um indivíduo nada mais é que o produto da interação genótipo e meio ambiente, que apesar de ter fundamentação teórica desenvolvida há muitos anos, tem recentemente, recebido grandes contribuições por parte de médicos veterinários, zootécnicos e genéticos, que com a necessidade de melhoria genética imposta pelo mercado, desenvolvem progressos genéticos que têm sido observados nas mais diversas espécies animais explorados comercialmente.

## Medicina Veterinária e o meio ambiente
O médico veterinário destaca-se, ainda, na área de estudos do meio ambiente e na proteção ambiental. Neste campo, ele trabalha em conjunto com outros profissionais, biólogos ecologistas, com o intuito de estudar o comportamento dos animais silvestres, realizando pesquisas e tomando notas, tendo relevância sobretudo em animais mantidos em cativeiro para fins reprodutivos, assistindo em sua reprodução, na tranquilização, anestesia e nas intervenções cirúrgicas, na prescrição dos diversos tratamentos e na definição da dieta mais adequada para tais espécies.

## Animais domésticos
Animais de companhia, particularmente cães e gatos, frequentemente recebem cuidado médico avançado (próteses de quadril, cirurgias de catarata, marca-passos cardíacos, enfim, muitos procedimentos avançados que supõe-se serem aplicados somente na medicina humana). Tudo depende da disponibilidade da tecnologia e também do domínio do procedimento por parte do médico veterinário, uma vez que hoje em dia a medicina veterinária já está subdividida em diversas especialidades, assim como na medicina humana (oftalmologia, ortopedia, oncologia, endocrinologia, dermatologia, acupuntura, etc), e muitos veterinários não são mais apenas generalistas, e sim especialistas em determinadas áreas.

## Educação

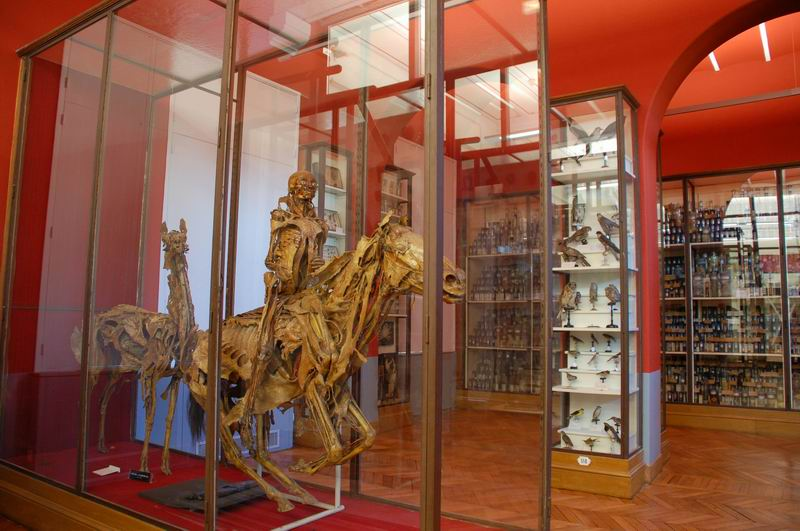
Museu da Escola Nacional de Medicina Veterinária

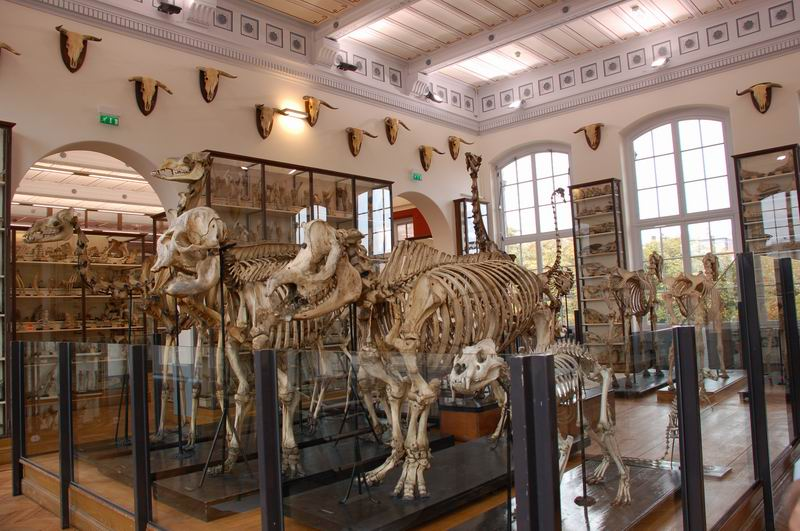
Museu da Escola Nacional de Medicina Veterinária

Muitas universidades têm cursos de graduação que conferem grau ou título de bacharel em medicina veterinária. No Brasil seus praticantes são registrados e tem sua atuação regulada em nível nacional e estadual pelos conselhos federal e regionais de medicina veterinária, respectivamente. Em Portugal as universidades conferem o grau de licenciado em medicina veterinária. A inscrição na Ordem dos Médicos Veterinários é obrigatória para o exercício da profissão de médico veterinário.
A duração e o conteúdo dos cursos varia muito. Geralmente estão entre 5 e 7 anos de duração. No Brasil, a duração do curso é de 5 anos. Em Portugal os cursos de medicina veterinária têm a duração de 6 anos, com o estágio curricular integrado no plano de curso. Alguns anos introdutórios (com disciplinas de anatomia, bioquímica, genética, histologia, biofísica, fisiologia, farmacologia, patologia, parasitologia, virologia, microbiologia médica, estatística e treinamento em pensamento científico) são seguidos por disciplinas profissionais (produção e nutrição animal, radiologia, clínica cirúrgica, clínica médica, moléstias infecciosas, saúde pública, inspeção de alimentos de origem animal, entre outras). Após regulamentação que ocorreu recentemente, algumas escolas fornecem a possibilidade de residência médica em diversas áreas, nas quais o trabalho prático é supervisionado por docentes da faculdade.
O curso de medicina veterinária é ministrado na Escola Universitária Vasco da Gama e Universidade Lusófona de Humanidades e Tecnologias, conferindo o grau de Licenciado. Nestas universidades está ainda a decorrer a adaptação ao Processo de Bolonha. Na Universidade de Trás-os-Montes e Alto Douro, Universidade Técnica de Lisboa (Faculdade de Medicina Veterinária), Universidade do Porto (Instituto de Ciências Biomédicas Abel Salazar) e Universidade de Évora já se confere o grau de Mestrado Integrado, de acordo com o Processo de Bolonha. Na Universidade dos Açores (Angra do Heroísmo) funciona o curso preparatório de medicina veterinária.

## Medicina Veterinária e sua Estrutura Curricular
No Brasil, o curso de bacharel em medicina veterinária geralmente compreende um período de 5 anos, e em algumas faculdades e universidades 6 anos. Os dois primeiros anos curriculares, em medicina veterinária, é o chamado “ciclo básico” que é semelhante na maior parte dos cursos de ciências da saúde.
Incluem bioquímica, fisiologia, histologia, anatomia, farmacologia, microbiologia, epidemiologia, patologia, hematologia, entre outros. A medicina veterinária também engloba a espécie humana no que diz respeito as zoonoses. Pois é de responsabilidade do médico veterinário prevê-las, preveni-las e combatê-las. No entanto, naturalmente, o conteúdo de medicina veterinária, quanto ao seu foco, é relativamente menos abrangente no que diz respeito ao ser humano e muito mais abrangente no que se refere a doenças das demais espécies, fora o homem, com os seus tratamentos. A medicina veterinária no sentido farmacológico estudam componentes químicos e seus efeitos no organismo animal, contudo, com a utilização de manuais e referências específicas para medicina veterinária. Quanto à fisiologia veterinária, esta é relativamente mais abrangente, pois não se foca tanto no organismo humano e compreende uma variedade de mecanismos os quais não estão presentes no homem, como por exemplo a fisiologia digestiva de ruminantes que compreende a fisiologia do rúmen; ou mecanismos que funcionam de forma muito diferente que no homem, como a fisiologia renal (especialmente mamíferos, peixes, répteis e aves) e, claro, a fisiologia cardio-pulmonar, a qual detém uma complexidade magnifica e variada. A histologia segue a mesma linha de diferenças.
Quanto a anatomia, esta é extremamente complexa, pois abrange um grande número de espécies, em elevadíssimo pormenor, sendo a anatomia do cão e do equino as mais focadas. Comparativamente, a medicina veterinária tem uma anatomia muito mais abrangente, concentrando-se na anatomia músculo-esquelética, artrologia, esplancnologia, angiologia e neurologia de várias espécies. Microbiologia e particularmente, virologia, têm a mesma abordagem, porém, com as diferenças existentes entre doenças especificas. Epidemiologia foca-se na prevenção de doenças e na saúde das populações. Patologia é muito diversa e engloba muitas espécies e sistemas de órgãos.
No ano seguinte, a medicina veterinária, passa a ter uma ênfase clínica maior, é o chamado “Ciclo Clínico”, porém, os dois últimos anos do curso de medicina veterinária, foca-se a medicina interna (foco em especialidades médicas – cirúrgicas e não cirúrgicas - e ambiente hospitalar), o chamado Internato.
Um estudante de medicina veterinária, deve estar preparado, para ser totalmente funcional, como médico veterinário - competente em clínica e cirurgia, ao mesmo tempo, e disposto à prática em até cinco ou mais espécies. Durante a formação, os médicos veterinários passam por vivências nos cenários de cirurgia ortopédica, ginecológica e obstetrícia, cirurgias intestinais, cirurgia urológica menor, cirurgias orais e até mesmo cirurgias cárdio-torácicas.
A maioria das escolas têm cursos de medicina veterinária com especialização em Pequenos Animais e também em grandes animais.
Ao final do curso, o médico veterinário, pode realizar Pós-graduação ou Residência nas áreas do ciclo básico, ou nas áreas específicas(Especialidades) de cada área (Ex: Residência médica veterinária em Neurocirurgia, Residência médica veterinária em Anestesiologia, ou outra especialidade que deseje obter).

## Profissionais paraveterinários
No Brasil os trabalhadores paraveterinários formalmente ainda correspondem a uma prática recente e pouco conhecida. Os trabalhadores paraveterinários brasileiros correspondem a dois: o auxiliar de veterinária, uma função classificada como uma área de ocupação desde 2002 pela Classificação Brasileira de Ocupações, e cujo Conselho Federal de Medicina Veterinária (CFMV) se pronunciou sobre, primeiramente citando que não trata-se de uma profissão regulamentada; e o técnico em veterinária, cujo CFMV ainda não se pronunciou especificamente sobre. Ambas funções ainda não possuem regulamentação no Brasil, porém, recentemente em 2019 o Conselho Federal de Medicina Veterinária anunciou a adoção de regulamentações para os auxiliares de veterinária apenas.
Em 2017 o Conselho Regional de Medicina Veterinária do Estado de Minas Gerais publicou uma resolução que dispõe sobre os requisitos para funcionamento de estabelecimentos que ministram cursos de trabalhadores paraveterinários. Já o CRMV do Estado do Rio de Janeiro ofereceu em 2015 esclarecimentos à população sobre cursos e a função de um auxiliar de veterinária.
O curso de auxiliar de veterinária tem duração variavelmente de um mês, e não é pré-requisito obrigatório para a prática desta ocupação.
O curso de técnico em veterinária tem duração de um ano e meio a dois anos, e possui uma grade curricular complexa com disciplinas ministradas por zootecnistas e médicos veterinários.

## Áreas de atuação do médico veterinário

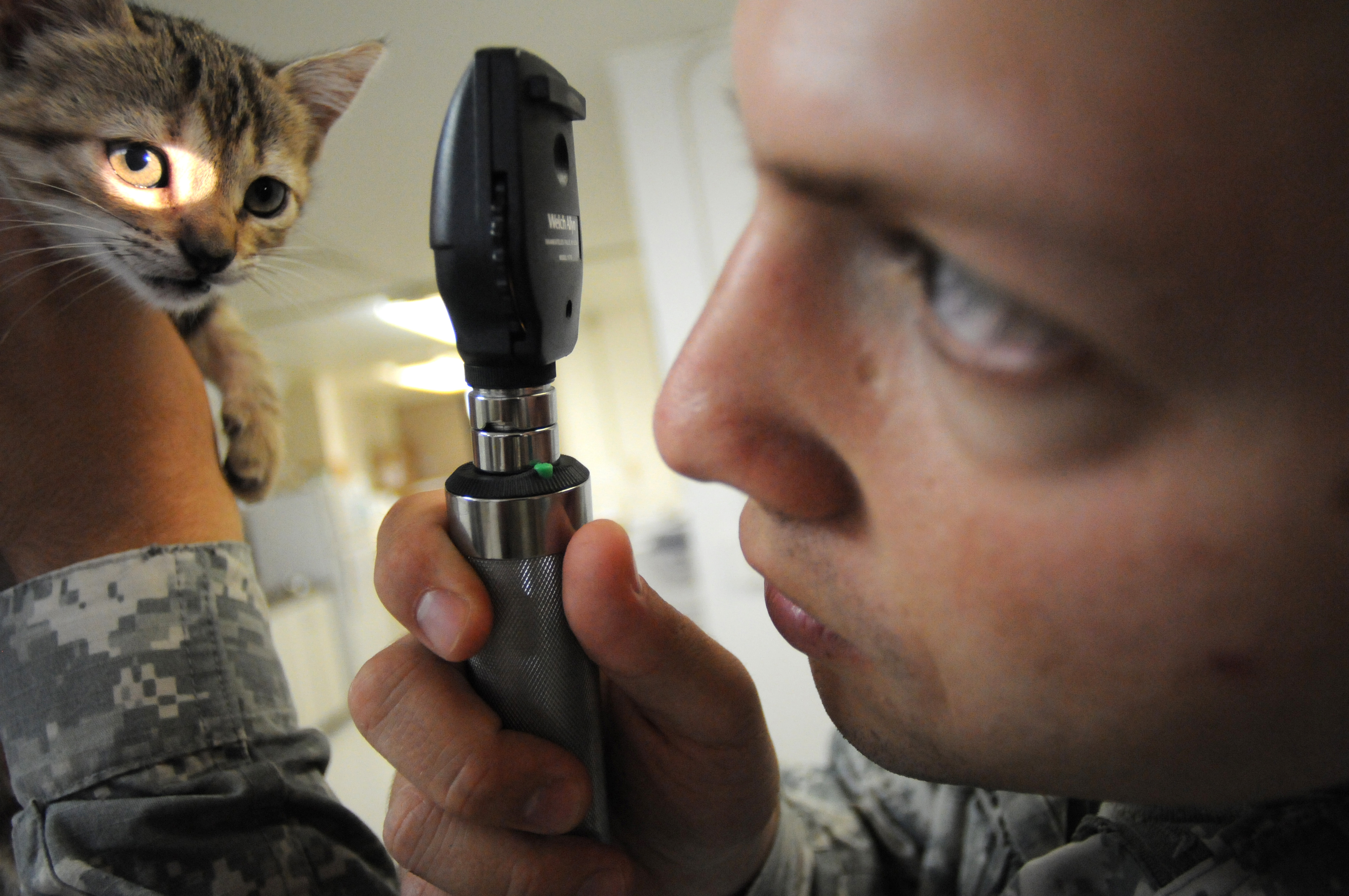
Médico veterinário do exército

- 1. Exercício da profissão de médico veterinário em regime liberal;
- 2. Tratamento das enfermidades e dos traumatismos que afetam os animais;
- 3. Indústrias farmacêuticas;
- 4. Laboratórios de análises;
- 5. Saúde pública;
- 6. Inspeção e segurança alimentar;
- 7. Organismos dos ministérios da agricultura e saúde e direções regionais;
- 8. Indústrias alimentares de produtos de origem animal;
- 9. Indústrias de alimentos compostos para animais;
- 10. Administração autárquica;
- 11. Pesquisa em diversos campos da saúde, humana e veterinária;
- 12. Professor universitário.

### Especializações médico-veterinárias
A especialização para os médicos veterinários depende da realização de cursos especializados, dos quais os principais são:

Especialidades e área de atuação
- Acupuntura médico-veterinária
- Anestesiologia médico-veterinária
- Aquarismo
- Bem-estar e comportamento animal
- Cardiologia Veterinária
- Clínica e técnica cirúrgica
- Clínica médica e cirúrgica de felinos
- Clínica médica de grandes animais - ruminantes, equídeos e suínos
- Clínica médica de pequenos animais - cardiologia, dermatologia, odontologia, oftalmologia, ortopedia e traumatologia
- Dermatologia Veterinária
- Ecologia e gestão ambiental
- Endocrinologia Veterinária
- Farmacologia e terapêutica médico-veterinária
- Fisiologia e endocrinologia médico-veterinária
- Fisioterapia e reabilitação animal
- Hematologia médico-veterinária
- Homeopatia médico-veterinária
- Imunologia
- Inspecção higiênica, sanitária e tecnológica de produtos de origem animal - carnes e derivados, leite e derivados, pescado e derivados, ovos e derivados, mel e derivados, controle físico-químico e microbiológico de produtos de origem animal
- Medicina e produção de animais aquáticos
- Medicina e produção de animais de laboratórios
- Medicina e produção de animais silvestres
- Medicina Veterinária de animais selvagens
- Medicina Veterinária do Coletivo
- Medicina Veterinária intensiva
- Medicina Veterinária domiciliar
- Medicina Veterinária legal
- Medicina Veterinária preventiva - saúde pública, epidemiologia, zoonoses e planejamento em saúde animal, doenças infecciosas e parasitárias, vigilância sanitária
- Microbiologia médico-veterinária - virologia, bacteriologia e micologia
- Morfologia médico-veterinária - anatomia, histologia, citologia e embriologia
- Nefrologia e Urologia Veterinária
- Neurologia veterinária
- Nutrição e Nutrologia Animal
- Odontologia médico-veterinária
- Oftalmologia Veterinária
- Oncologia médico-veterinária
- Parasitologia médico-veterinária
- Patologia médico-veterinária - anatomia patológica, histopatologia e ornitopatologia
- Radiologia e diagnóstico por imagem médico-veterinária - ultra-sonografia, ressonância magnética, tomografia e videolaparoscopia
- Reprodução animal (também chamada de teriogenologia) - andrologia, tecnologia do sêmen e inseminação artificial, ginecologia e obstetrícia médico-veterinária, produção “in vitro” de embriões, transferência de embriões, clonagem animal, transgênese animal, fisiologia e manejo reprodutivo
- Toxicologia médico-veterinária
- Urologia e nefrologia felina

### Título de Especialista
No Brasil, o Título de Especialista é concedido ao Médico Veterinário por sociedades, associações e colégios de especialidades de âmbito nacional habilitados pelo Conselho Federal de Medicina Veterinária.
O Título de Especialista é atualmente concedido para as seguintes especialidades e organizações profissionais:
- Acupuntura Veterinária - Associação Brasileira de Acupuntura Veterinária (Abravet)[21]
- Anestesiologia Veterinária - Colégio Brasileiro de Anestesiologia Veterinária (CBAV)[22]
- Cardiologia Veterinária - Sociedade Brasileira de Cardiologia Veterinária (SBCV)[23]
- Cirurgia Veterinária - Colégio Brasileiro de Cirurgia Veterinária (CBCV)[24]
- Clínica Médica de Pequenos Animais - Associação Nacional de Clínicos Veterinários de Pequenos Animais (Anclivepa Brasil)[25]
- Dermatologia Veterinária - Associação Brasileira de Dermatologia Veterinária (ABDV)[26]
- Diagnóstico por Imagem na Medicina Veterinária - Associação Brasileira de Radiologia Veterinária (ABRV)[27]
- Endocrinologia Veterinária - Associação Brasileira de Endocrinologia Veterinária (Abev)[28]
- Homeopatia Veterinária - Associação Médico Veterinária Homeopática Brasileira (AMVHB)[29]
- Inspeção Higiênica, Sanitária e Tecnológica de Produtos Animais / Tecnologia de Produtos de Origem Animal e de Saúde Pública- Colégio Brasileiro de Médicos Veterinários Higienistas de Alimentos (CBMVHA)[30]
- Medicina de Animais Selvagens - Associação Brasileira de Veterinários de Animais Selvagens (Abravas)[31]
- Medicina Felina - Academia Brasileira de Clínicos de Felinos (ABFel)[32]
- Medicina Veterinária Intensiva - Academia Brasileira de Medicina Veterinária Intensiva (BVECCS)[33]
- Medicina Veterinária do Coletivo - Instituto de Medicina Veterinária do Coletivo (IMVC/ITEC)[34]
- Nefrologia Veterinária e Urologia Veterinária - Colégio Brasileiro de Nefrologia e Urologia Veterinárias (CBNUV)[35]
- Nutrição e Nutrologia de Cães e Gatos - Colégio Brasileiro de Nutrição Animal (CBNA)[36]
- Oftalmologia Veterinária - Colégio Brasileiro de Oftalmologistas Veterinários (CBOV)[37]
- Oncologia Veterinária - Associação Brasileira de Oncologia Veterinária (Abrovet)[38]
- Patologia Veterinária - Associação Brasileira de Patologia Veterinária (ABPV)[39]